# Diözese Chichester

Wappen

Das Bistum Chichester (lat.: Dioecesis Cicestrensis) ist eine anglikanische Diözese in der Kirchenprovinz Canterbury der Church of England mit Sitz in Chichester. Bis zur englischen Reformation war es eine römisch-katholische Diözese. Diözesanbischof ist heute Martin Warner.

## Gebiet
Das Bistum umfasst das Gebiet von Sussex.
Suffraganbischofssitze bestehen in Horsham und Lewes, Archidiakonate in Chichester, Horsham, Hastings und Brighton & Lewes.

## Geschichte

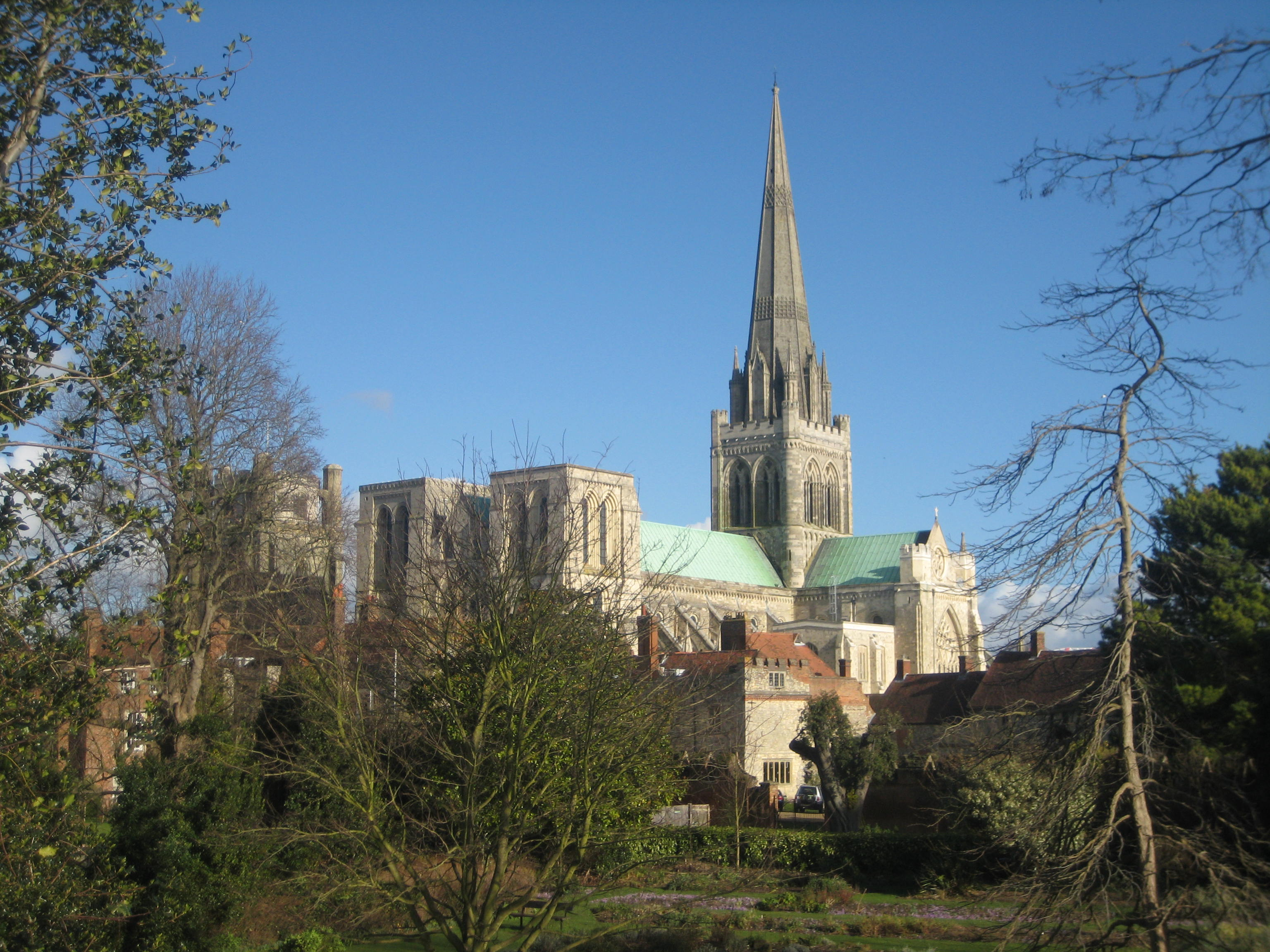
Kathedrale in Chichester

Das Bistum Chichester entstand im Jahre 1075 durch die Verlegung des Bischofssitzes von Selsey nach Chichester. Selsey war bereits 686 durch Sankt Wilfrid (Wilfride) gegründet worden.
Das römisch-katholische Bistum Chichester war dem Erzbistum Canterbury als Suffraganbistum unterstellt. Der letzte römisch-katholische Bischof, John Christopherson, starb im Dezember 1558.
William Barlow wurde 1559 erster anglikanischer Bischof.